# Cycloglypha
Cycloglypha is een geslacht van vlinders van de familie dikkopjes (Hesperiidae), uit de onderfamilie Pyrginae.

## Soorten
- C. caeruleonigra Mabille, 1904
- C. enega (Möschler, 1876)
- C. polax Evans, 1953
- C. stellita Zikan, 1938
- C. thrasibulus (Fabricius, 1793)
- C. tisias (Godman & Salvin, 1896)